# ويليام براون (لاعب كريكت نيوزلندي)
ويليام براون (22 ديسمبر 1917 في نيوزيلندا - ) (بالإنجليزية: William Brown)‏ هو لاعب كريكت نيوزلندي. لعب مع فريق أوكلاند للكريكت ‏.

## وصلات خارجية
- ويليام براون على موقع إي آس بي آن كريك إنفو (الإنجليزية)